# Futboll Klub Kukësi 2012-2013

## Rosa
| N. |                    | Ruolo | Calciatore      |
| -- | ------------------ | ----- | --------------- |
| 1  | Albania (bandiera) | P     | Argent Halili   |
| 2  | Albania (bandiera) | D     | Elvis Prençi    |
| 4  | Albania (bandiera) | D     | Vilson Lila     |
| 5  | Albania (bandiera) | D     | Julian Brahja   |
| 6  | Croazia (bandiera) | C     | Luko Biskup     |
| 7  | Albania (bandiera) | C     | Gerhard Progni  |
| 8  | Albania (bandiera) | C     | Gentian Manuka  |
| 9  | Serbia (bandiera)  | A     | Lazar Popović   |
| 10 | Albania (bandiera) | A     | Enco Malindi    |
| 11 | Albania (bandiera) | C     | Sokol Mziu      |
| 12 | Albania (bandiera) | P     | Ervis Koçi      |
| 13 | Albania (bandiera) | D     | Rrahman Hallaçi |

| N. |                          | Ruolo | Calciatore         |
| -- | ------------------------ | ----- | ------------------ |
| 14 | Albania (bandiera)       | C     | Igli Allmuça       |
| 15 | Gabon (bandiera)         | D     | Georges Ambourouet |
| 16 | Albania (bandiera)       | C     | Fjoart Jonuzi      |
| 17 | Argentina (bandiera)     | D     | Lucas Malacarne    |
| 18 | Albania (bandiera)       | A     | Fatjon Bytyçi      |
| 19 | Albania (bandiera)       | C     | Enkel Alikaj       |
| 20 | Kosovo (bandiera)        | C     | Yll Hoxha          |
| 22 | Albania (bandiera)       | D     | Roland Peqini      |
| 23 | Kosovo (bandiera)        | C     | Besar Musolli      |
| 24 | Albania (bandiera)       | D     | Renato Malota      |
|    | Italia (bandiera)        | A     | Matteo Prandeli    |
|    | Guinea-Bissau (bandiera) | A     | Inzaghi Donígio    |